# Порталис, Эдуар Альбер
Эдуа́р Альбе́р Портали́с (фр. Edouard Albert Portalis; 26 марта 1845, Везуль — 29 апреля 1918, Пуасси) — французский журналист. Внук Жозефа Мари Порталиса, правнук Жана Этьена Мари Порталиса.
Дебютировал как публицист брошюрой «Соединённые Штаты, самоуправление и цезаризм» (фр. Les Etats-Unis, le self-government et le césarisme; 1869), написанной под впечатлением от посещения США. Проникнувшись симпатиями к республиканской модели правления, стал издавать двухнедельный журнал «Courier des Deux Mondes» соответствующей направленности. На протяжении последующих двух с половиной десятилетий издавал и редактировал в Париже множество газет, по большей части быстро закрываемых властями. В 1870 году начала выходить «L'électeur libre», во время осады Парижа ей на смену пришла «Vérité», сочувствовавшая Парижской коммуне, затем разошедшаяся с ней и не закрытая после её подавления, однако запрещённая полгода спустя. Затем газета Порталиса возрождалась под разными названиями («Constitution», «Corsaire», «Avenir national», «Ville de Paris», «Nouvelliste de Paris», «Courier de Paris» и т. д.), причём формат, расположение статей и даже типографский шрифт оставались те же. Поводом для закрытия одной из них стала статья Эмиля Золя, часто сотрудничавшего с изданиями Порталиса. В 1873 году курс Порталиса несколько изменился: он поместил в своей газете открытое письмо к принцу Наполеону с предложением союза партии радикальной и бонапартистской и ответное письмо принца о согласии на союз. В дальнейшем Порталис пытался разыгрывать бонапартистскую карту, но без особого успеха. В 1883—1886 годах издавал в Лионе «Le Petit Lyonnais», затем снова в Париже газету «Le XIXe Siècle», однако общественность окончательно перестала ему доверять. В 1895 году Порталис был обвинён в шантаже и вынужден оставить занятия журналистикой.